# Luka Šulić
Luka Šulić (Maribor, 25 de agosto de 1987) é um premiado violoncelista croata.
Atualmente ele toca junto com Stjepan Hauser no 2Cellos.

## Prêmios

### Individuais
- 2006 - the European Broadcasting Union “New Talent” Competition (Bratislava).[1]
- 2009 - VII Lutoslawski International Cello Competition (Varsóvia)[1]
- 2011 - Vencedor do the Royal Academy of Music Patron’s Award in Wigmore Hall[2]
- 2012 - Sponsor’s Prize of the Royal Music Academy em Londres[1]

### Com o 2Cellos
- 2012 - 2 Prêmios Porins (famoso premio da música Croata) por "Melhor Album Internacional" com o álbum 2Cellos e "melhor canção internacional" por "Smooth Criminal".[3]

## Discografia

### Com 2Cellos
- 2011 - 2Cellos - # 85 na US Billboard 200,[4] e #1 na US Billboard Top Classical Albums chart.[5]
- 2012 - In2ition[6]
- 2015 - Celloverse